# 沱江級コルベット
沱江級コルベット（だこうきゅうコルベット、中国語: 沱江級巡邏艦）は、中華民国海軍の低RCS設計双胴ミサイルコルベットで、光華6号ミサイル艇と共同で対艦・対船団任務を遂行することができ、「1対1」の形で錦江級哨戒艇を徐々に置き換えていき、中華民国海軍の対水上戦能力を大幅に強化する。

## 開発
2010年代以降、中国人民解放軍海軍（PLAN）は、沿岸防衛を中心とする地域海軍から、遠洋での戦闘能力を備えた外洋海軍へと徐々に変化し、中華民国海軍への圧力が高まっている。
中華民国海軍は2009年、新たな脅威に対応するため、コードネーム「迅海計画」と呼ばれる500トン級ステルスミサイル哨戒艦7隻から11隻の建造計画を提案した。翌年4月、立法院第7期第4回会議の質疑で、当時の国防部常務次長であった林於豹中将は、「迅海計画」の船体設計が完了し、同年中に試作艦の入札が行われる予定であると述べた。
2012年4月24日、「迅海計画」の試作艦の入札が台湾の民間造船会社龍徳造船に落札され、5月に建造が始まった。この艦は2014年12月23日に蘇澳港の13番埠頭で引き渡し式が行われ、1958年の金門砲戦時の九二海戦で勝利した駆潜艇「沱江」（PC-104）を記念して「沱江」と命名された。
翌年1月、沱江は春節戦備巡弋で初めて最大41ノットの速力を発揮し、当時の海軍艦隊司令部の黄曙光中将はメディアに対し、沱江級コルベットは光華6号ミサイル艇、錦江級哨戒艇とともに沿岸即応部隊の役割を果たすと述べた。

## 量産
沱江級の量産計画は2017年の国防予算に「高效能艦艇後續量產計画（第一批）」という名目で盛り込まれ、2017年から2025年の間に3隻の沱江級コルベットが建造される見通しだ。海巡署はまた、その任務を遂行するため、沱江級をベースとした高速双胴型巡視船12隻の調達を計画している。 これらの巡視船は、平時には武器を装備せず、武器配置のための空間を保持するだけで、戦時には短期間で兵器システムを装備し、戦闘任務を遂行することができる。
2018年8月、中華民国海軍は国家中山科学研究院（NCSIST）と委託契約を締結し、NCSISTが最初の3隻の対空型沱江級コルベットの兵器システムと船体の生産を実行する責任を負うことになった。NCSISTは11月14日、船体建造の入札を龍徳造船が落札したと発表した。龍徳造船は同年末、蘇澳港地区で第6工場の起工式も行った。 沱江級を同時に4隻建造できる能力を持つこの工場は、沱江級後継艦の量産計画において重要な役割を果たすことになる。
11月30日、立法院外交国防委員会の蔡適應委員は、11隻の量産型沱江級コルベットは2バッチに分けて生産され、計画全体は予定より早く2026年に完成すると述べた。 このバッチでは、対潜装備は取り除かれ、防空型と対艦型の2種類に分けられることはなくなる。
2019年5月、海軍司令部参謀長の敖以智中将は立法院で、量産1番艦の沱江級コルベットは海剣2型対空ミサイルとファランクスCIWSを搭載し、完成後に戦術試験と評価を行い、合格後に量産型2番艦と3番艦の建造を開始すると述べた。
龍徳第3工場は同月24日に起工式を行い、同艦は2021年7月27日に海軍に引き渡され、「塔江」と命名される。 邱国正国防部長は式典で、「塔江」は防空火力を持つ初の小型艦艇であり、国軍が「防衛固守、重層抑止」という戦略構想を遂行するための重要な戦力であると述べた。同年初め、試作艦「沱江」も龍徳造船に入渠検査に行った。海軍が策略性商維を重視していることを強調するだけでなく、立法院予算センターが提案した「建設と修理の一体化、全寿命管理」メカニズムも徐々に受け入れている。
2021年11月23日、立法院は約2400億台湾元の「海空戦力強化計画調達特別法」を可決し、2026年までに沱江級コルベット全12隻の量産が完了する見通しとなった。
2022年4月13日、中華民国海軍はオンライン投票で後継艦10隻の艦名を安江、萬江、旭江、柳江、富江、武江、浯江、丹江、蘭江、寶江に決定した。
2023年3月下旬、龍徳造船は5隻の沱江級コルベットの第2バッチの入札を落札した。

## 設計
沱江級コルベットは中華民国海軍の攻撃艦として活躍し、ステルス性と高速の特性を活かして目標に迅速に接近し、大量のミサイルを発射した。生存性を高めるため、このクラスの艦は喫水を浅く設計され、大規模な軍港が攻撃された場合に弾薬や燃料を補給するために中小型漁港に避難することができ、海軍の制海権を守ることができた。

### 船体
沱江級コルベットの船体と上部構造はすべて内側に傾斜しており、主砲、甲板設備、対艦ミサイル発射器、マストはすべて低RCS設計となっており、レーダー反射断面積を大幅に減少させることができる。艦体の表面を平坦にするため、沱江級コルベットは米国のインディペンデンス級沿海域戦闘艦の建造に使用されたレーザー加工機を採用して船体パーツを製作し、40以上の船体パーツを溶接して艦体を精密に形成する。
船体の喫水構造はアルミニウム合金でできており、磁気感応式機雷に吸着されないため、機雷に襲われる可能性が大幅に減少する。沱江の艦尾側には2つの門扉があり、右側の門扉は複合型高速艇の収納設備があり、左側の門扉には可変深度式曳航ソナー。
量産型では、試験後の沱江の対潜性能の低さからソナーの搭載が見送られ、沱江は後にソナーを撤去した。

### 機関
試作艦「沱江」は、ウォータージェット推進器を駆動するために2基のディーゼルエンジンを搭載し、煙突は排煙の赤外線信号を低減するために外側の喫水線上に配置された。
量產型ではディーゼルエンジンを4基に増やし、燃料消費量の削減とディーゼルエンジンの低負荷運転時のカーボン蓄積を改善している。 また、煙突を船体内側に配置し、水噴霧装置を設置して排煙と熱信号を低減し、艦体自体も排煙口の熱源を遮断して赤外線信号を低減することができる。
ジョイスティックで操作するジェット推進器を装備したこの船は、風を受けずにその場で360度旋回することができる。このシステムにより、港で曳船に頼る必要もなくなり、艦長はジョイスティックを横に持って港から船を出すことができる。

### 対抗手段
沱江級コルベットにはT-MASSチャフシステムが搭載されており、敵の対艦ミサイルのシーカーを妨害して艦船を守ることができる。 このシステムは、ラインメタル社製のen:Multi Ammunition Softkill Systemを発展させたもので、「衛江威脅預警自動反制系統」の名称で、錦江級哨戒艇「鄱江」（PGG-614）で試験運用された。CS/SWR-6D電波探知装置は敵のレーダーやレーザー信号を受信して早期警告を行い、船体内部に内蔵された12個のチャフ発射機を発射してレーダー、赤外線、紫外線、レーザー、可視光線を遮断し、飛来するミサイルがシーカーで船体をロックできないようにする。

### 兵装

#### 試作艦
試作艦「沱江」は雄風II型対艦ミサイル8発と雄風III型超音速対艦ミサイル8発を搭載することができ、艦尾にはファランクスブ ロック1B があり、艦橋上部にはCS/SPG-6N(T)火器管制用レーダーがあり、艦首の62口径76mm単装速射砲を誘導して目標を攻撃することができる。
対潜能力に関しては、「沱江」はExelis社製のModel 980型可変深度式曳航ソナーと、船体の両側にMk 46 Mod 5魚雷を搭載したMk 32 短魚雷発射管を備えている。対潜効果が低いため、後に撤去された。

#### 量產型
量産型は船体後部にCS/SPS-2B「海蜂眼」対空捜索レーダーを装備し、火器管制用レーダーはSTIR 1.2 EO Mk2に置き換えられ、その探知能力は試作艦「沱江」を上回る。

ミサイル兵器の面では、生産型には8基のミサイル発射筒固定点があり、それぞれに2連装の対艦ミサイル発射筒（雄風IIと雄風III）または8連装の海剣二型SAM(発射筒を取り付けることができる。任務要件に防空が含まれる場合は、対空ミサイル16発と対艦ミサイル12発を搭載する；対艦任務の場合、2基8連装の対空ミサイルを2基2連装の対艦ミサイルに置き換え、搭載する対艦ミサイルの数を16発にすることができる。

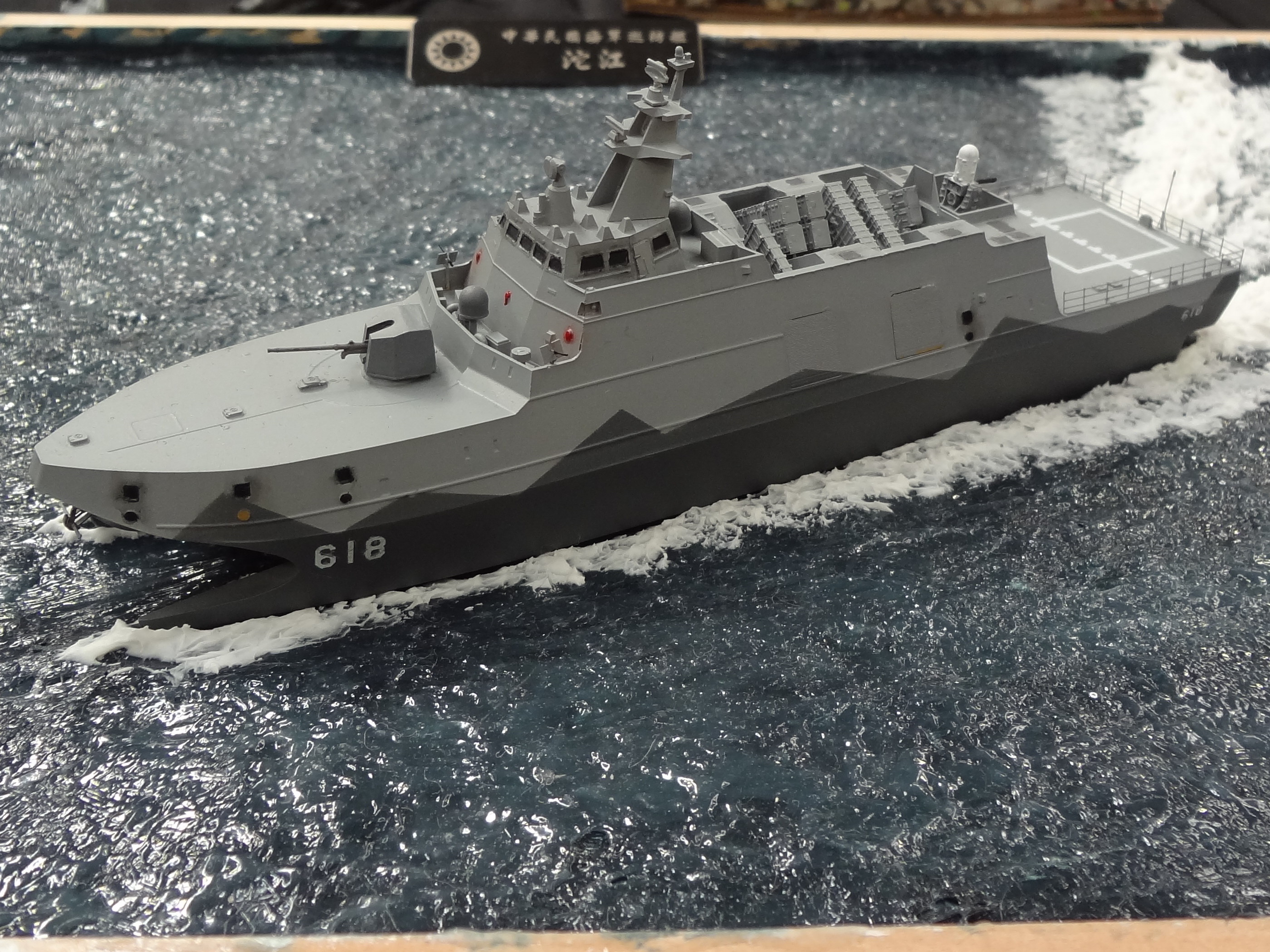
1番艦「沱江」の模型
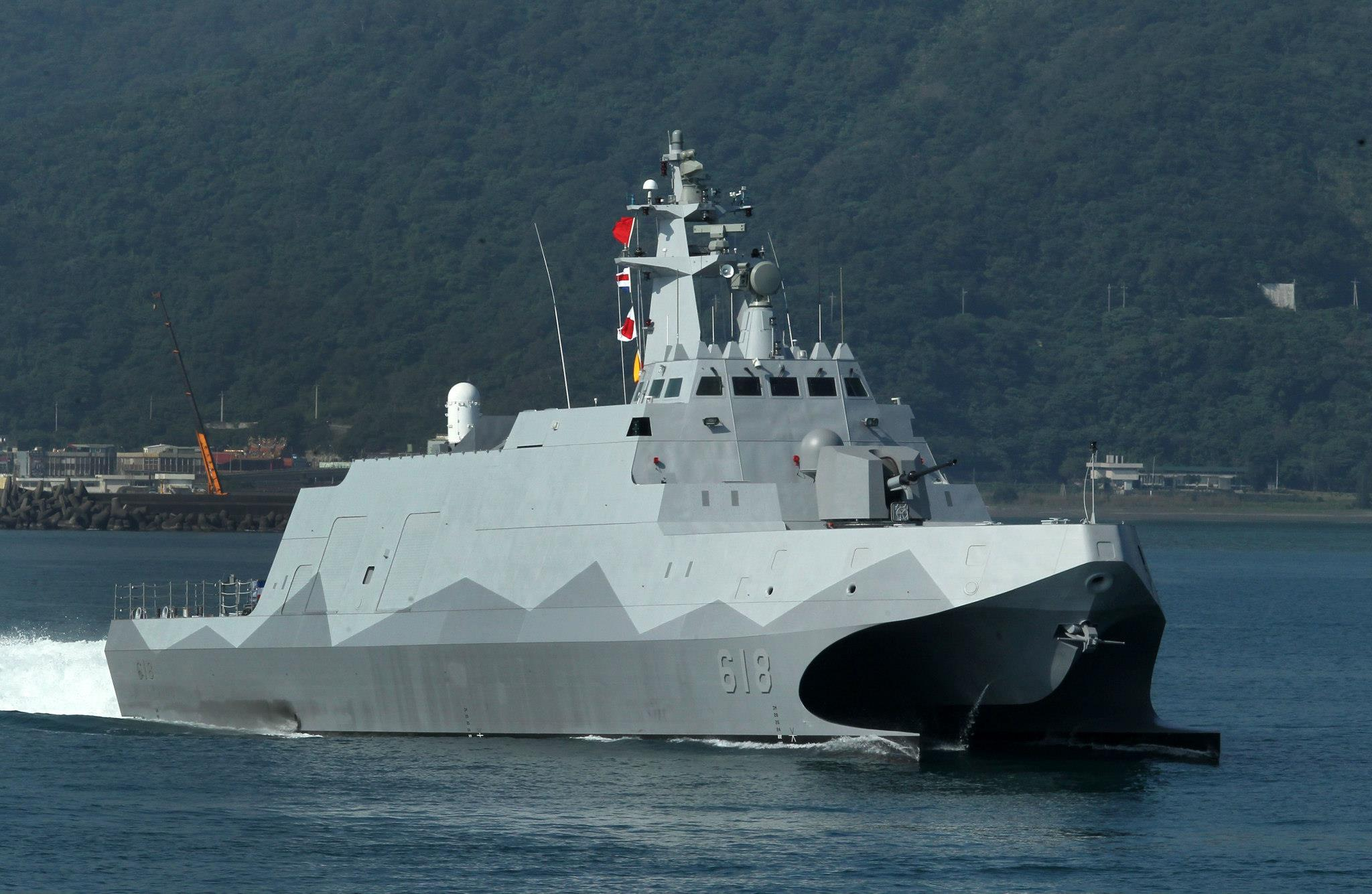
「沱江」（PGG-618）
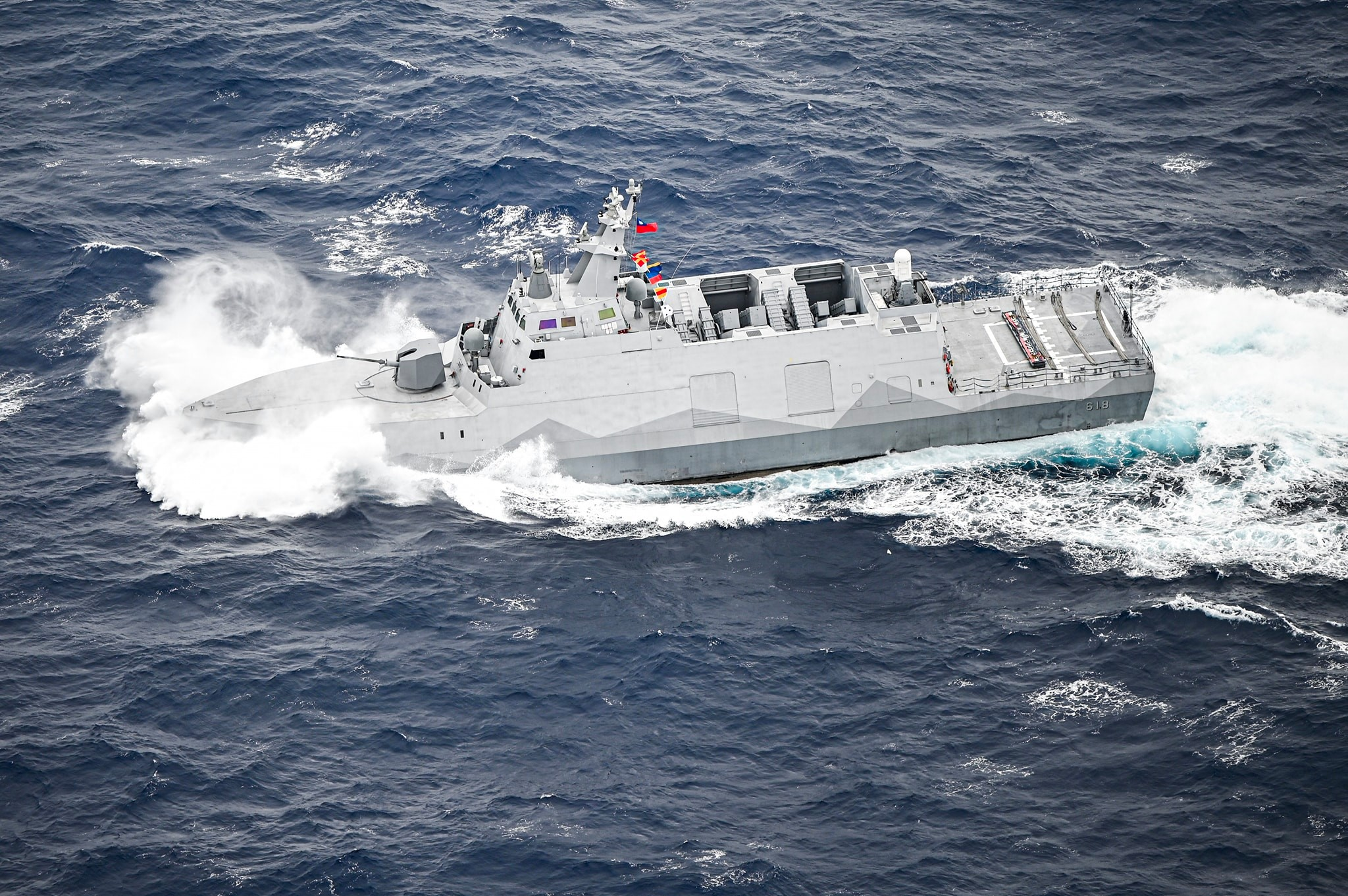
航行中の沱江（PGG-618）
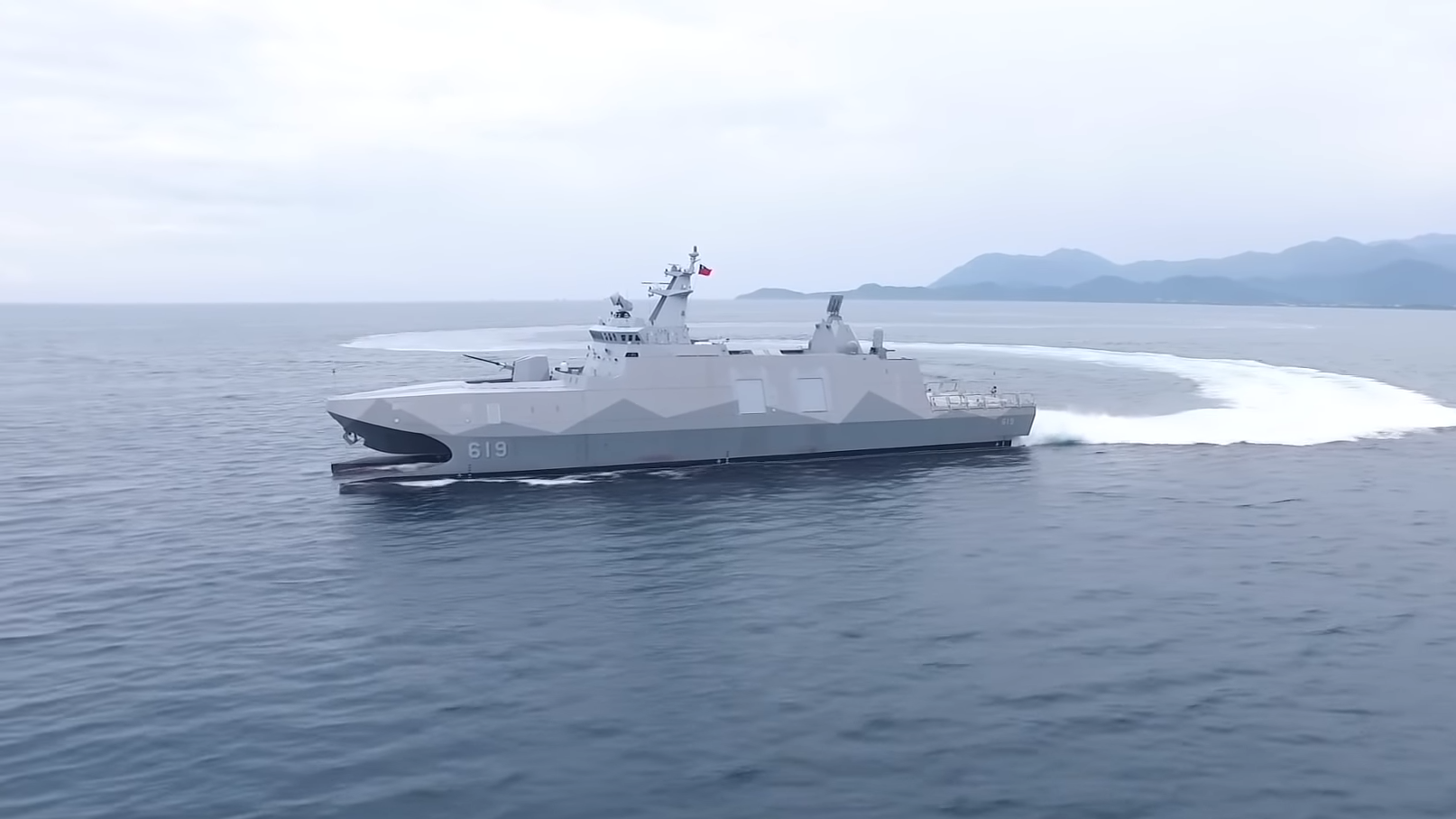
塔江（PGG-619）
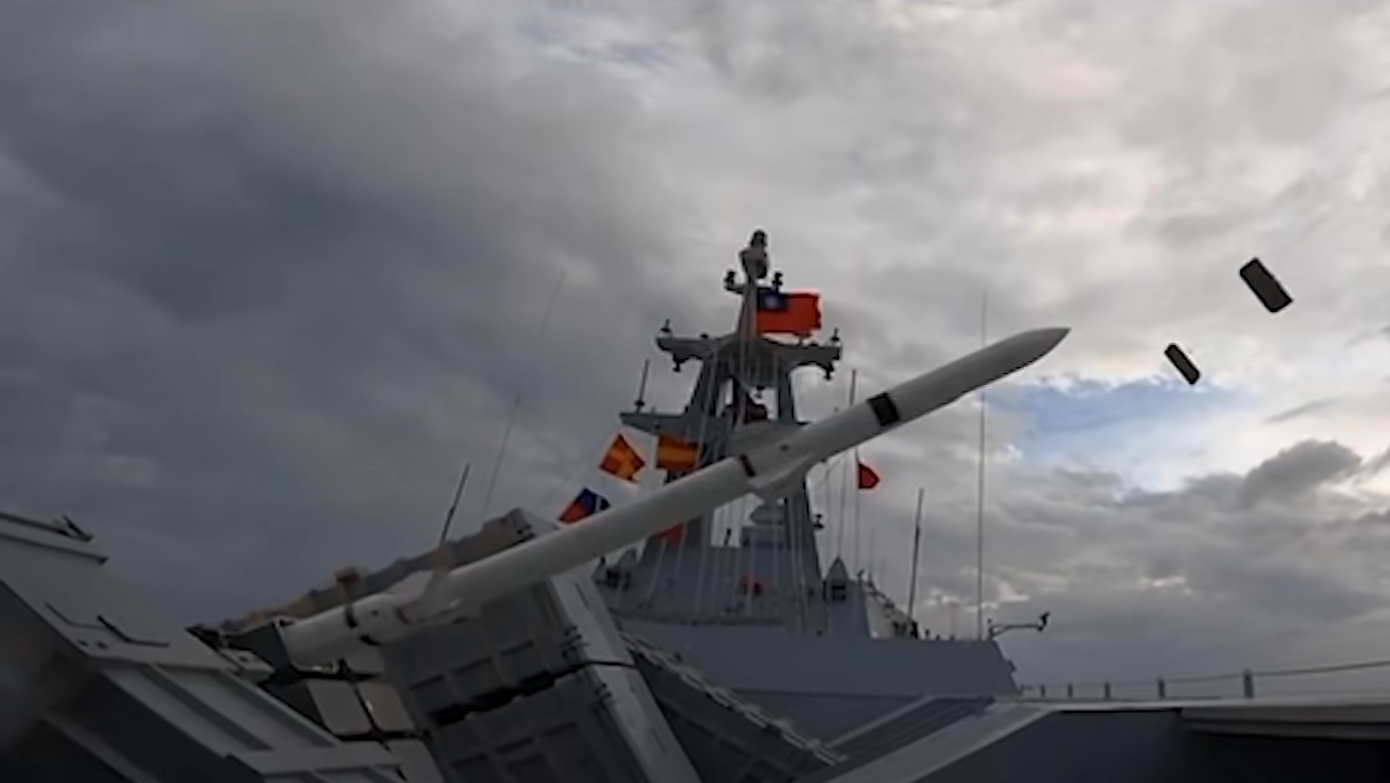
「塔江」(PGG-619)発射海剣二型SAM
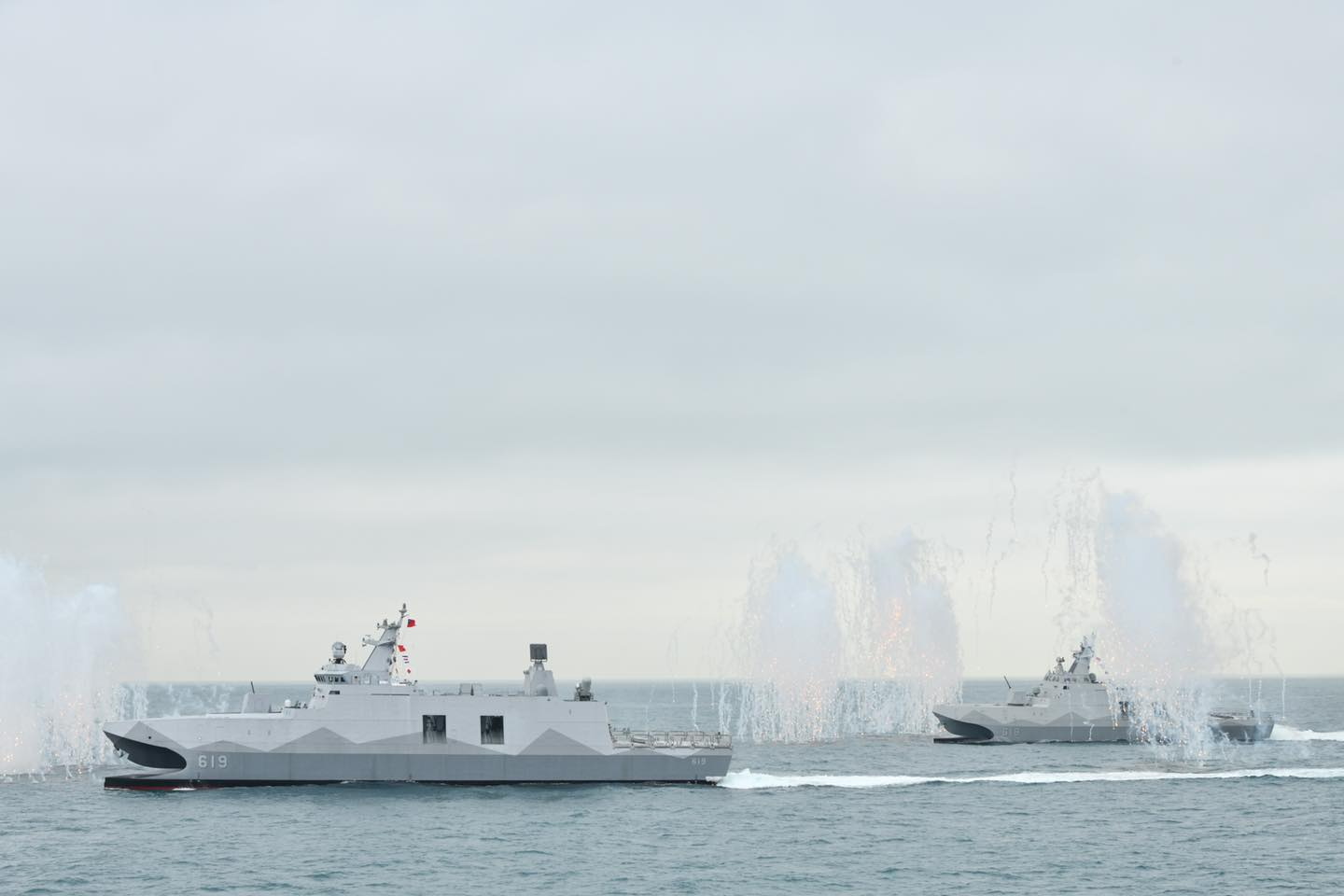
沱江(後)と塔江(前)でT-MASSチャフを発射

## 一覧
| バッチ            | 艦番号  | 艦名 | 艦名の由来                              | 造船所               | 起工           | 進水            | 受領            | 就役            | 現況   | 備考 |
| ----------------- | ------- | ---- | --------------------------------------- | -------------------- | -------------- | --------------- | --------------- | --------------- | ------ | --- |
| 原型              | PGG-618 | 沱江 | 九二海戦功績艦 駆潜艦「沱江」（PC-104） | 龍徳造船蘇澳鎮造船所 | 2012年 11月2日 | 2014年 3月13日  | 2014年 12月23日 | 2015年 3月31日  | 就役中 | |
| 量産型（バッチ1） | PGG-619 | 塔江 | 渓の名 台東県の塔瓦渓                   | 龍徳造船蘇澳鎮造船所 | 2019年 5月24日 | 2020年 12月15日 | 2021年 7月27日  | 2021年 9月9日   | 就役中 | 量產型1番艦。 試作艦「沱江」とは船体形状に違いがあり、「塔江級」と分類されることもある。                                 |
| 量産型（バッチ1） | PGG-620 | 富江 | 渓の名 花蓮県の富源渓                   | 龍徳造船蘇澳鎮造船所 | 2021年 10月6日 | 2022年 9月21日  | 2023年 6月28日  | 2023年 10月19日 | 就役中 | ホラー漫画『富江』に登場する不死身の女幽霊と同じ名前であることから、本艦はしばしばその無限の再生能力をからかわれている。 |
| 量産型（バッチ1） | PGG-621 | 旭江 | 川の名 基隆市の旭川河                   | 龍徳造船蘇澳鎮造船所 | 2022年 3月31日 | 2023年 2月16日  | 2024年 2月6日   | 2024年5月2日    | 就役中 | |
| 量産型（バッチ1） | PGG-623 | 武江 | 渓の名 屏東県の武洛渓                   | 龍徳造船蘇澳鎮造船所 |                | 2023年 6月28日  | 2024年 3月1日   | 2024年5月2日    | 就役中 | |
| 量産型（バッチ1） | PGG-625 | 安江 | 渓の名 宜蘭県の安農渓                   | 龍徳造船蘇澳鎮造船所 |                | 2023年 10月16日 | 2024年 3月26日  | 2024年 7月3日   | 就役中 | |
| 量産型（バッチ1） | PGG-626 | 萬江 | 渓の名 花蓮県の萬里渓                   | 龍徳造船蘇澳鎮造船所 |                | 2023年 11月     | 2024年 3月26日  | 2024年 7月3日   | 就役中 | |
| 量産型（バッチ2） | PGG-627 | 丹江 | 渓の名 南投県の丹大渓                   | 龍徳造船蘇澳鎮造船所 |                | 2025年7月2日    | 2026年予定      |                 |        | |
| 量産型（バッチ2） | PGG-628 | 柳江 | 九二海戦功績艦 駆潜艦「柳江」（PC-123） | 龍徳造船蘇澳鎮造船所 |                | 2026年3月予定   |                 |                 |        | |
| 量産型（バッチ2） | PGG-629 |      |                                         | 龍徳造船蘇澳鎮造船所 |                | 2026年9月予定   |                 |                 |        | |
| 量産型（バッチ2） | PGG-630 |      |                                         | 龍徳造船蘇澳鎮造船所 |                | 2026年9月予定   |                 |                 |        | |
| 量産型（バッチ2） | PGG-632 |      |                                         | 龍徳造船蘇澳鎮造船所 |                | 2026年12月予定  |                 |                 |        | |

## 派生型

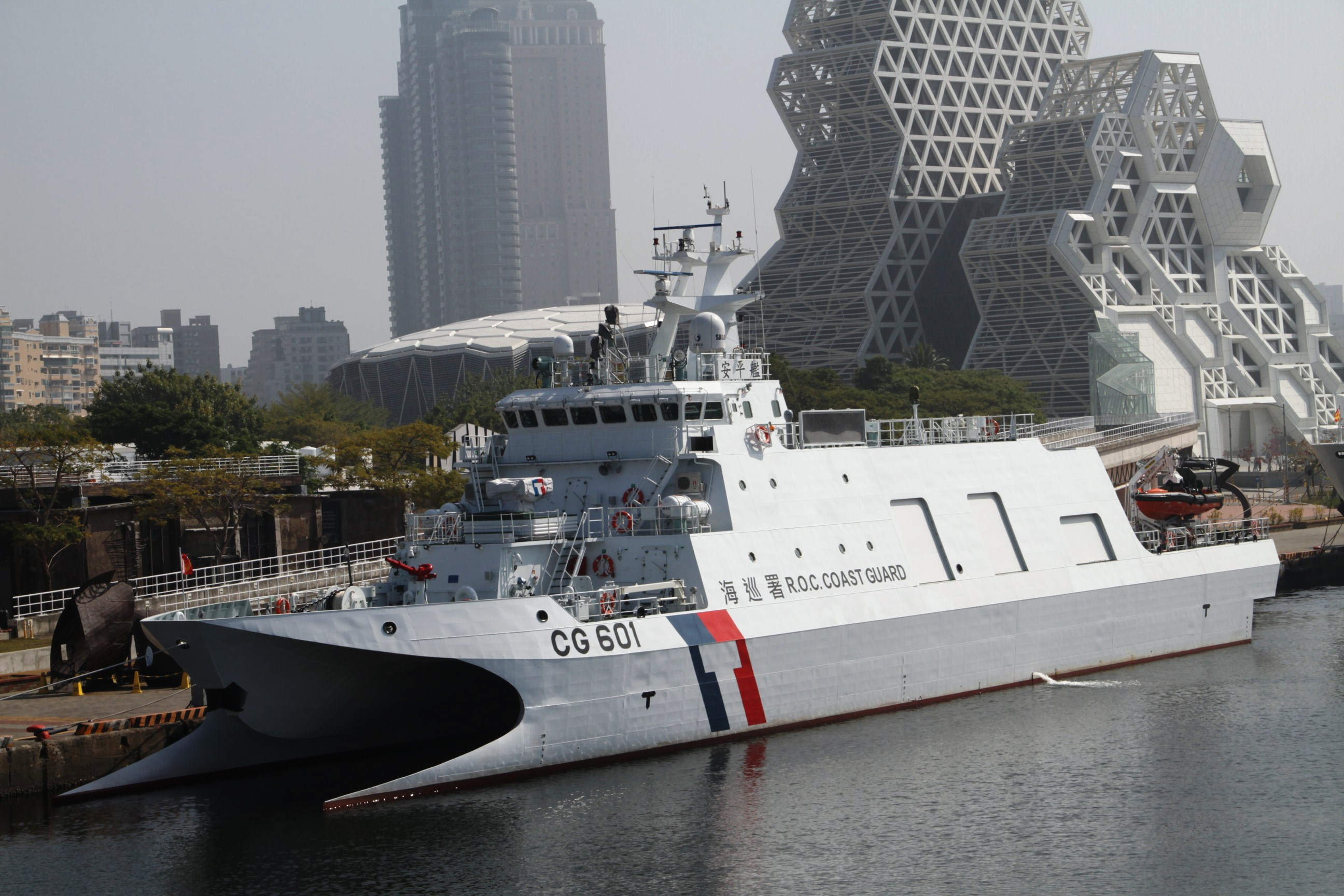
「安平」（CG601）2021年（民国110年）2月15日

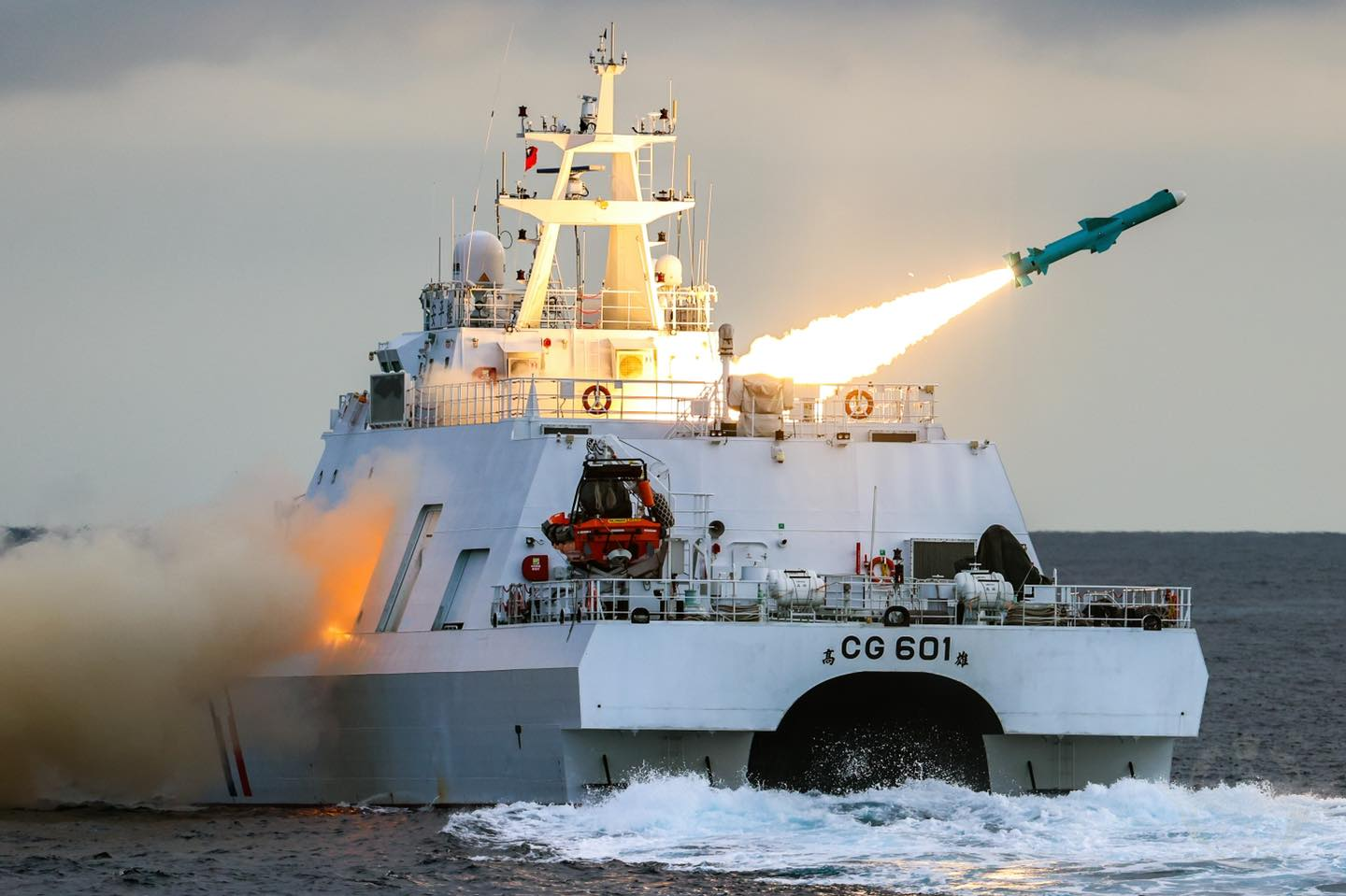
「安平」発射雄風II型対艦ミサイル，2022年（民国111年）5月27日

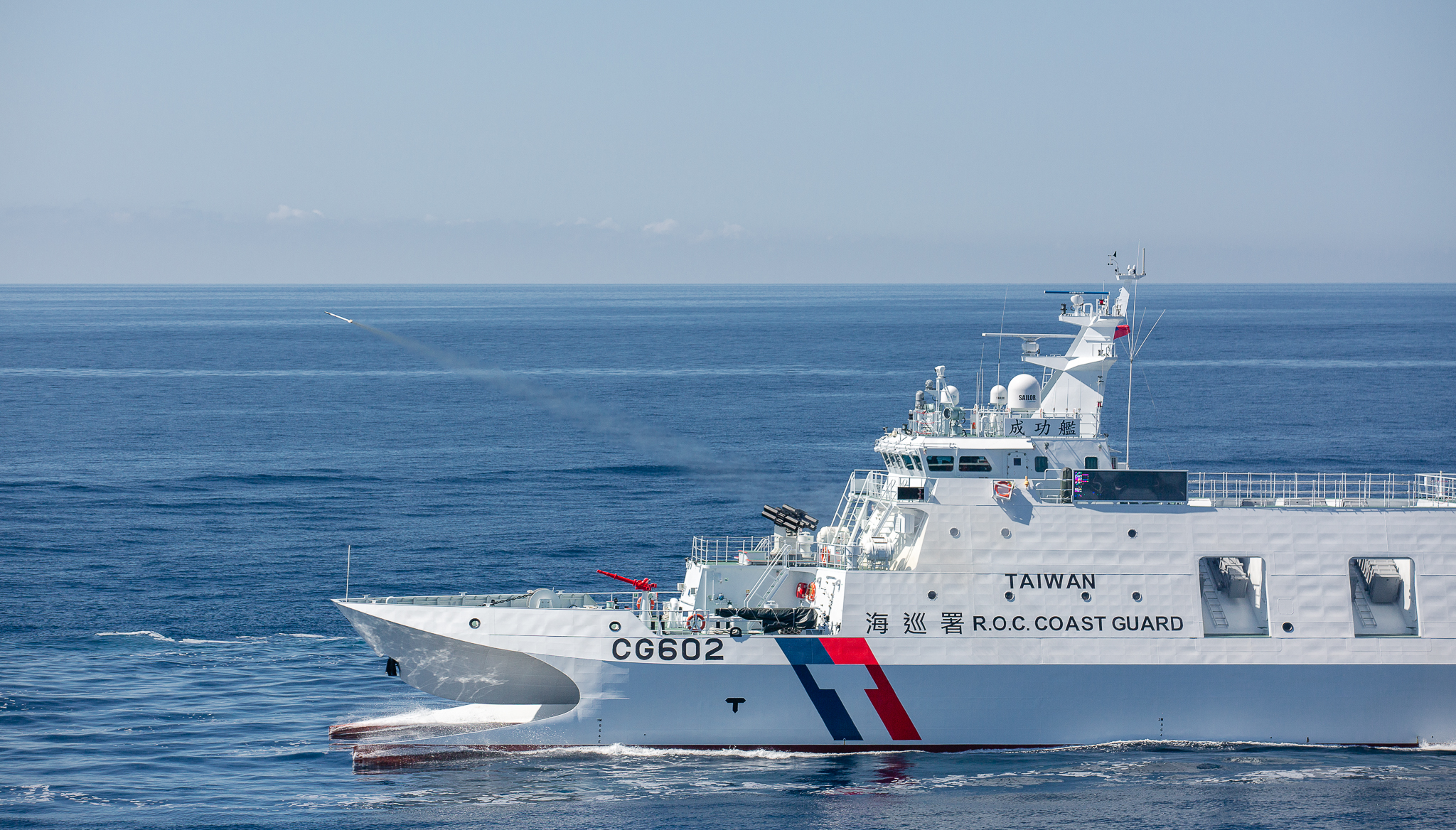
「成功」発射ロケット砲，2022年（民国111年）7月25日

600t級巡防艦
台湾海巡署向けの高速巡視船。満載排水量約750トン、最高速力は44ノットで、兵装を2連装20mm機関砲1門と42連装ロケット砲1基、放水銃に換装したが、有事には雄風2/3型艦対艦ミサイルの装備が可能である。1番艦「安平」は2020年（民国109年）12月11日に就役し、12隻の配備が予定されている。
| #     | 艦名 | 造船所       | 起工          | 進水           | 就役           | 現況               | 備註 |
| ----- | ---- | ------------ | ------------- | -------------- | -------------- | ------------------ | ---- |
| CG601 | 安平 | 中信造船集団 | 2019年6月18日 | 2020年4月27日  | 2020年12月11日 | 南部機動隊就役     |      |
| CG602 | 成功 | 中信造船集団 | 2020年2月21日 | 2020年12月11日 | 2021年6月25日  | 東部機動隊就役     |      |
| CG603 | 淡水 | 中信造船集団 | 2020年8月31日 | 2021年5月11日  | 2021年10月28日 | 北部機動隊就役     |      |
| CG605 | 旗津 | 中信造船集団 | 2021年1月29日 | 2021年10月28日 | 2022年4月8日   | 南部機動隊就役     |      |
| CG606 | 八里 | 中信造船集団 | 2021年7月9日  | 2022年4月8日   | 2022年10月6日  | 北部機動隊就役     |      |
| CG607 | 吉安 | 中信造船集団 | 2021年2月18日 | 2022年10月6日  | 2023年5月15日  | 東部機動隊就役     |      |
| CG609 | 萬里 | 中信造船集団 | 2021年8月12日 | 2023年5月15日  | 2023年11月10日 | 北部機動隊就役     |      |
| CG610 | 永康 | 中信造船集団 | 2023年1月3日  | 2023年11月10日 | 2024年6月2日   | 南部機動隊就役     |      |
| CG611 | 長浜 | 中信造船集団 | 2023年8月4日  | 2024年6月2日   | 2025年1月10日  | 東部機動隊就役     |      |
| CG612 | 蘇澳 | 中信造船集団 |               | 2025年1月10日  |                | 東部機動隊就役予定 |      |
| CG615 |      | 中信造船集団 |               |                |                | 建造               |      |
| CG616 |      | 中信造船集団 |               |                |                |                    |      |